# Melassa
La melassa o mels finals o melasses "blackstrap" solen ser definides com els residus de cristal·lització final del sucre, dels quals no es pot obtenir més sucre per mètodes físics.
La norma ICONTEC 587 de 1994 defineix com la mel final o melassa (no cristal·litzable) al xarop o líquid dens i viscós, separat de la mateixa massa cuita final i de la qual no és possible cristal·litzar-ne més sucre per mètodes inusuals (ICONTEC 1994).
La denominació melassa s'aplica al subproducte fluent de la preparació del sucre mitjançant la cristal·lització repetida. El procés d'evaporació i la cristal·lització és usualment repetit tres vegades fins al punt en el qual el sucre invertit i l'alta viscositat de les melasses ja no permetrien una cristal·lització addicional de la sacarosa.
La melassa és una barreja complexa que conté sacarosa, sucre invertit, sals i altres compostos soluble en álcali que normalment son presents al suc de canya, així com els formats durant el procés de manufactura del sucre. A més de la sacarosa, glucosa, fructosa i rafinosa els quals són fermentables en reductors de coure, són principalment caramels lliures de nitrogen produïts per l'escalfament requerit pel procés i les melanoïdines que si contenen nitrogen derivades, a partir de productes de condensació de sucre i amaminocomposts.

## Procés de producció

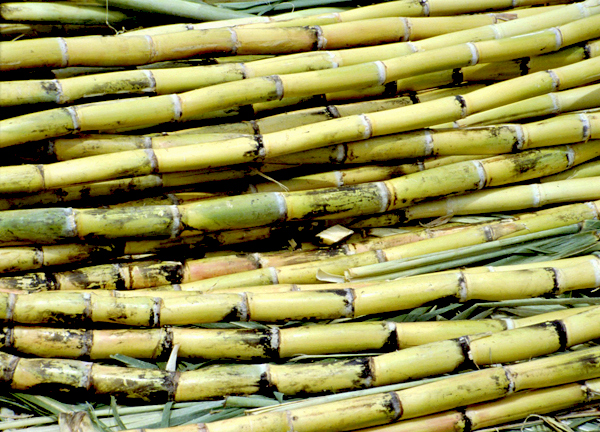
Canya de sucre.

El procés de producció de la canya de sucre és la refinació, i és d'on s'obté la melassa.
El lloc on es produeix el sucre de canya és anomenat Enginy (Ingenio).

### Collita
La canya requereix aigua abundant i sòls adequats per créixer bé; no suporta temperatures inferiors a 0 °C, encara que alguna vegada pot arribar a suportar fins a -1 °C, depenent de la durada de la gelada.
El seu període de creixement varia entre 11 i 17 mesos, depenent de la varietat de canya i de la zona.
És un cultiu plurianual i es talla cada 12 mesos, i la plantació dura aproximadament 5 anys, encara que aquest període pot ser molt variable.
La canya té una riquesa de sacarosa del 14% aproximadament, encara que varia al llarg de tota la recol·lecció. El rendiment del procés de canya de sucre arriba fins a un 11% d'extracció en mitjana.
La canya es pot collir a mà o a màquina:
- La collita mecànica es fa amb recol·lectores que tallen la mata i separen les tiges de les fulles amb ventiladors. Una màquina pot collir 30 tones per hora.
- La collita manual es fa amb matxet o rules que tallen les tiges i els organitzen en sacs per al seu transport.

En l'actualitat aquest tipus de collita tendeix a aplicar-se cada vegada menys, i solament a les zones on no poden ingressar les recol·lectores per raons diverses (pedres, pendents excessives, etc).
L'ús d'un o diversos sistemes de collita en una regió depèn d'una sèrie de factors com la topografia i condicions del terreny, característiques climàtiques, nivell tecnològic, disponibilitat econòmica i context social, entre d'altres.
Una vegada tallada la canya ha de transportar-se ràpidament a l'enginy per no perdre contingut de sacarosa.

### De la terra a la fàbrica
Tota canya que arriba a la fàbrica es pesa en balances i després es prepara per iniciar el procés.
Grues especials la traslladen cap a les bandes transportadores i d'allí cap als molins, que és on es comença a extreure la sacarosa.

### Molta
En els molins s'esprem la canya per extreure la sacarosa. Això es duu a terme agregant-li aigua calenta, perquè sigui més fàcil de moldre i l'extracció sigui la màxima possible.
Es realitza fent circular la canya esmicolada, entre els filtres i maces de sis molins consecutius, els quals s'anomena 'trapiches' en espanyol.
D'aquest procés obtenim un primer subproducte: la fibra de canya, que es fa servir com a combustible en les calderes per a generar vapor i energia o com a matèria primera en l'elaboració de paper.

### Clarificació
S'elimina la quantitat més gran d'impureses presents en el suc mixt (fangs, 'bagacillo', sals, col·loides, i material en suspensió), conservant la quantitat més gran de sacarosa i lliurant el suc a l'etapa d'evaporació en condicions òptimes de pH, terbolesa, color i temperatura.
El suc de la canya es barreja amb hidròxid de calci i àcid fosfòric. Aquest procés es diu emblanquinat, que precipita sals insolubles i fosfat de calci. A més s'aconsegueix el pH desitjat evitant pèrdues de sacarosa per inversió.
La forma més apropiada d'aconseguir aquests objectius és per escalfament, amb posterior decantació i filtració dels fangs.
El fang decantat, anomenat 'cachaza' en espanyol, constitueix un segon subproducte que es filtra per recuperar el suc que encara pugui contenir i s'envia per canals al camp com a adob.

### Evaporació
Quan el suc ja es troba net, a través de màquines especialitzades s'evapora fins que es redueix fins al 80% del líquid. Això el fa més concentrat, produint una mena de xarop.
Aquest procés es realitza en 3 etapes per estalviar vapor. En la primera etapa es crema 'bagazo' per aconseguir el vapor en la caldera. El vapor romanent del suc de la primera etapa serà el que escalfa el suc en la segona etapa. El mateix passa amb la tercera etapa d'evaporació.

### Cristal·lització
La cristal·lització es produeix en els 'tachos de cocimiento'.
Aplicant una combinació determinada de pressió i temperatura, es transforma el xarop en cristalls. Una vegada formats aquests, és necessari separar-los de la solució mare que els conté. Aquesta separació es realitza mitjançant una sèrie de centrifugats d'alta velocitat.

### Centrifugació
Amb unes centrifugadores d'alta velocitat se separen els cristalls del sucre cru de la melassa, tercer subproducte que es processa per obtenir alcohol mitjançant fermentació del sucre romanent. La força centrífuga fa que la massa cuita pugi per la paret exterior del recipient i, mentre una malla o filtre reté els cristalls de sucre, se n'expulsa el licor mare cap a l'exterior del recipient.

### Assecat
S'assequen i es tamisen els cristalls, separant-los en funció de la mida del gra desitjat.

### Envasat
Abans de ser envasat es realitzen anàlisis de laboratori per garantir-ne la qualitat. Després, el sucre es fracciona en les diferents presentacions que arriben als clients (paquets d'1 quilo i sobres de 6,25 g per a consum massiu, borses de 25 i 50 kg i grans contenidors d'1 tona per a ús industrial).

### Emmagatzematge
Els productes s'emmagatzemen en dipòsits especialment condicionats per a la seva conservació i posterior despatx.

### Transport
Els productes es carreguen en camions o trens per ser enviats als clients industrials o de consum massiu.

## Classificació de la melassa
L'Associació Americana de Control Oficial d'Aliments (AAFCO) recomana diferents classificacions per a les melasses, segons el sucre total i el contingut d'humitat, així:

### Melassa Superior Blackstrap
Melassa de canya que conté 23,4% d'aigua o menys i 53,5% o més de sucres totals.

### Melassa Blackstrap
Melassa composta per 23,5% a 26,4% d'aigua i 48,5% a 53,5% de sucres totals.

## Composició
La composició de les melasses és molt heterogènia i pot variar considerablement depenent de la varietat de canya de sucre, sòl, clima, període de cultiu, eficiència de l'operació de la fàbrica, sistema d'ebullició del sucre, tipus i capacitat dels evaporadors, entre d'altres. D'altra banda, la melassa de canya es caracteritza per tenir graus Brix o sòlids dissolts de 68-75% i un pH de 5-6,1%. 

### Sucres
Els principals components de la melassa són sucres, en format sacarosa (60-63% en pes), glucosa o dextrosa (6-9% en pes) fructosa o levulosa (5 % - 10 % en pes) i no sucres: Els no sucres estan composts per 33% de substàncies inorgàniques (Fe+++, K+, Na+, Ca2+, Mg2+, Zn2+, As3+, Cd2+, Hg+, Pb+ i Cl-, NO3 -, SOTA2-) 42% correspon a substàncies nitrogenades (aminoàcids, pèptids, colorants); i el 25% a substàncies orgàniques lliures de nitrogen (àcids carboxílics, alcohols, fenols, èsters, vitamines, gomes i dextrans).

### Compostos nitrogenats
Estan constituïts principalment per aminoàcids mico i dibàsics, amides àcides, betaïnes i petites quantitats de peptones i nitrats. Quan els sucres reductors, glucosa i fructosa, són sotmesos als processos de clarificació, en el tractament subsegüent, es produeixen diverses reaccions, sent la més important la dels aminoàcids amb aquests sucres, en la qual es formen productes acolorits com les melanoïdines i els residus 31 fermentables als quals se'ls ha trobat un contingut aproximat d'un 68% de nitrogen combinat, en melasses.
El nitrogen total de les melasses, varia entre el 0,4 % i el 1,5% del pes total La proteïna crua sovint es determina com a percentatge en pes del contingut de nitrogen.

### Àcids
L'àcid aconític, és el més abundant dels àcids orgànics presents en la canya que s'acumula en les melasses, representant aproximadament el 6% del pes de sòlids en la melassa. Els àcids màlic i cítric estan presents en quantitats apreciables. L'àcid fòrmic està present com a producte de descomposició; la majoria d'aquests àcids són metabolitzats pels microorganismes, com a font de carboni i no presenten problemes d'inhibició de creixement.

### Vitamines
Aquelles vitamines resistents a l'acció de la calor i dels àlcalis, apareixen a les melasses. La niacina, àcid pantotènic i riboflavina, importants per al creixement microbià, poden estar presents en quantitats significatives i altres vitamines ho estan en quantitats molt petites.

### Fenols i Compostos volàtils
Els fenols presents en les mels finals, provenen de la part fibrosa de la canya, aquests es deriven dels àcids hidroxicinàmics i 'p-hidroxibenzoic'.
És necessari tenir en compte, que des del punt de vista de la fermentació, alguns fenols són indesitjables, per presentar activitat inhibitòria sobre el creixement dels microorganismes, a concentració de 0.5 g/L. Els àcids fenòlics que major activitat bacteriostàtica han demostrat serien el clorogènic, el 'p-cumáric' i el tel·lúric; aquests dos últims són capaços d'inhibir totalment el creixement d'alguns bacteris.

## Propietats fisioquímiques

### Viscositat
Les relacions entre concentració i viscositat per a solucions de sucre pur són igualment vàlides per a les melasses. La viscositat de les solucions saturades de sucre impur, augmenta ràpidament amb el contingut d'impureses a causa de l'increment de la concentració de sòlids.
L'efecte de les sals minerals sobre la viscositat de les solucions de sucre és variable. Un enriquiment d'ions Ca2+ augmenta la viscositat, mentre que un increment d'ions K+, la disminueix.

### Calor específica i Conductivitat Tèrmica
En les solucions de sucre, la calor específica depèn de la temperatura, de la concentració i de la composició. S'ha comprovat, que la calor específica disminueix en augmentar la concentració de les solucions impures de sucre; és necessari, conèixer la calor específica de les melasses per calcular la transferència de calor durant l'escalfament o refredament tant l'activitat estabilitzadora es modifiques que un increment d'ions K+, la disminueix.

### pH
Les melasses de canya són lleugerament àcides, tenen un pH d'entre 5,5 i 6,5; un pH baix és atribuïble a la presència d'àcids alifàtics i al baix pH de la clarificació, si és acidificat a l'increment de la concentració de sòlids. L'estabilització del pH en les melasses de canya té un patró uniforme, és a dir, no existeixen variacions irregulars degudes a relacions de canvi de pes entre les substàncies que intervenen, per tant l'activitat estabilitzadora és modifiques que un increment d'ions K+, la disminueix.

### Densitat
En la pràctica, la densitat es determina mitjançant equivalència amb la concentració en graus Brix.

## Utilització
La melassa és usa principalment com a suplement energètic per a l'alimentació de remugants pel seu alt contingut de sucres i el seu baix cost en algunes regions. No obstant això, una petita porció de la producció és dedica al consum humà, utilitzant-ho com a edulcorant culinari.
És important diferenciar la melassa utilitzada en l'alimentació animal, la qual és un producte residual de la indústria del sucre, de la melassa que és empleada com a matèria primera en la producció de sucre. En alguns països de Sud-amèrica aquesta última sol processar-se artesanament fins a transformar-la en blocs sòlids de sucre no refinat molt apreciada pel seu sabor que es coneixen a Sud-amèrica, Centreamèrica i sud de Mèxic sota el nom de 'chancaca', rapa de dolç o tapa de dolç (Centreamèrica), panela, i a la resta de Mèxic amb el nom de piloncillo. També és utilitzada com a aglomerant per a la producció de Briquetes de materials fins als quals cal el seu ús aglomerant-los, incrementant la seva mida per facilitar el seu maneig i utilització en algun altre procés industrial. És conegut l'ús de la melassa en la formació de 'Briquetes' de subproductes que contenen ferro o òxids de calci i magnesi, i que són reutilitzats en la indústria siderúrgica.
La melassa de remolatxa no és apta per al consum humà ja que és amarga, no obstant això es fa servir en l'alimentació de bestiar boví.

## Beneficis de la melassa

### Ús en el cabell
La melassa forta conté aproximadament 14 per cent de la nostra IDR de coure, un important mineral els pèptids del qual ajudar a reconstruir l'estructura de la pell que suporta el pèl sa. En conseqüència, el consum a llarg termini de melassa forta s'ha relacionat amb la millora de la qualitat del cabell, creixement del mateix en els homes i fins i tot una restauració del color original.

### En els ossos
Té alt contingut de calci i magnesi. Com tots els aliments integrals, melassa conté un perfil de minerals que han estat optimitzats per la naturalesa per a una absorció superior. Per exemple, dues cullerades de melassa forta contenen 11.7 per cent del nostre IDR de calci i 7,3 per cent del nostre IDR de magnesi. Aquesta relació calci–magnesi és ideal, ja que els nostres cossos necessiten grans quantitats de magnesi per ajudar a absorbir grans quantitats de calci. Tots dos d'aquests minerals ajuden al creixement i desenvolupament dels ossos.

### Qualitats laxants
La melassa és un ablanidor fecal natural que pot millorar la regularitat i la qualitat de les deposicions.

### Ric en ferro
La melassa conté 13.2 per cent del nostre IDR de ferro, que el nostre cos necessita per transportar oxigen a les nostres cèl·lules de la sang. Les persones que sofreixen d'anèmia (incloses les dones embarassades) es beneficiaran enormement de consumir 1-2 cullerades de melassa per dia.

### Dulcificant segur pels diabètics
A diferència del sucre refinat, la melassa té una càrrega glicèmia moderada de 55. Això fa que sigui un bon substitut del sucre per als diabètics i les persones que tracten d'evitar els pics de sucre en la sang. A més, una porció de melassa forta no conté greix i només te 32 calories, per la qual cosa és adequat per a una dieta de pèrdua de pes.

## Altres generalitats
De la melassa es poden obtenir diversos tipus d'alcohols. En fermentació submergida es produeix àcid cítric. En efecte, la melassa és matèria primera en la fabricació del rom.
També es fa servir per al cultiu de plantes de Cannabis, aportant nutrients a la planta en totes les etapes de la seva vida, des del creixement fins a la floració.
L'únic ingeni que queda a Europa està a Màlaga. A les Illes Canàries també en podem trobar algunes restes. ("Ingenio de los picachos", Telde, Gran canaria).